# Coccoloba ceibensis
Coccoloba ceibensis är en slideväxtart som beskrevs av Otto Christian Schmidt. Coccoloba ceibensis ingår i släktet Coccoloba och familjen slideväxter. Inga underarter finns listade i Catalogue of Life.